# Historia de la República de China en Taiwán
La historia de la República de China en Taiwán es la historia de Taiwán desde 25 de octubre de 1945 hasta el presente, periodo en el que el lugar es una entidad política conocida como República de China o simplemente Taiwán.

## Esquema

Bandera de la República de China desde 1928.

Por rendición del Imperio del Japón, según la Declaración de Potsdam, Taiwán fue evacuado desde el Imperio de Japón a la República de China. El gobierno de la República de China gobernó Taiwán y China continental desde 25 de octubre de 1945 hasta 1 de octubre de 1949. Desde el final de ese año, cuando se proclamó la República Popular China (RPC) en Pekín, la República de China se mantiene solo en la isla de Taiwán y algunos archipiélagos menores.
En Taiwán se refugiaron en 7 de diciembre de 1949 alrededor de dos millones de chinos vinculados al partido nacionalista Kuomintang, que dominaba los órganos de poder de la República, y que han mantenido en la isla las instituciones de gobierno originalmente establecidas en el continente. Este artículo trata de la historia de la República de China a partir del momento histórico en que perdió el control sobre la China continental y continuó su existencia en Taiwán.
- Para la historia anterior de Taiwán, véase el artículo Ocupación japonesa de Taiwán.
- Para la historia anterior de la República de China, véase el artículo República de China (1912-1949).

## Taiwán bajo el régimen de Chiang Kai-shek
Tras verse obligado a abandonar la China continental, vencido por los comunistas de Mao Zedong, el generalísimo Chiang Kai-shek reorganizó la cúpula del partido nacionalista Kuomintang en la isla de Taiwán, adonde ya meses antes de la derrota definitiva se habían trasladado muchos miembros de la administración del estado republicano, en busca de un lugar seguro desde donde poder organizar la lucha contra las tropas del Partido Comunista de China, que avanzaban en su marcha hacia la victoria total. "Este grupo de personas, al que se conoce como chinos continentales y que contaba con cerca de millón y medio de personas, dominó la política taiwanesa durante muchos años, aunque sólo representa el 14% de la población".
La isla no fue afectada por la destrucción durante la Segunda Guerra Mundial. A su llegada, los soldados chinos quedaron asombrados y describieron un país desarrollado y casi intacto. Sin embargo, pronto apareció la escasez de alimentos y se extendieron las epidemias de peste bubónica y cólera. El tiroteo de un civil el 28 de febrero de 1947 desencadenó disturbios en toda la isla, que fue suprimida con fuerza militar en lo que ahora se llama el incidente del 28 de febrero. Las estimaciones principales del número de muertos varían de 18 000 a 50 000.
La victoria de los comunistas en la guerra civil empujó al exilio taiwanés a unos dos millones de chinos del continente. Las instituciones de la República de China, con su constitución aprobada en 1947, mantuvieron su existencia en la pequeña isla. Oficialmente, el estado encabezado por Chiang Kai-shek, que había recuperado el cargo de Presidente de la República (tras el breve mandato de Li Zongren), se mantenía en estado de guerra debido a lo que oficialmente se designó como "rebelión comunista" en la China continental. La ciudad de Taipéi, centro político y administrativo de la isla de Taiwán desde el final del siglo XIX (Siglo decimonoveno), fue declarada capital provisional de la República de China, mientras que la capital constitucional seguía y sigue siendo la ciudad continental de Nankín.
A pesar de la superioridad militar del bando comunista al final de 1949, el estallido de la guerra de Corea llevó a los Estados Unidos, temerosos de una expansión comunista en Asia Oriental, a ofrecer apoyo militar a Taiwán. Este apoyo estadounidense, consistente en tropas estacionadas en la isla, junto a los navíos de la Séptima Flota de la marina que patrullaban el Estrecho de Taiwán, evitó que la República Popular intentara la invasión de la isla.
La República de China se encontraba oficialmente en guerra tras 1949, lo cual puso en suspenso muchas de las garantías constitucionales consagradas en la constitución de 1947 en materia de derechos humanos, civiles y políticos. La ley marcial se mantendría en vigor en la isla hasta el 15 de julio de 1987. Durante todo este tiempo, el régimen de Chiang Kai-shek ejerció un gobierno autoritario, bajo la amenaza constante de una posible invasión por parte de la República Popular China. El carácter autoritario del régimen se apoyó en la existencia de una policía política a la que se ha acusado de numerosas violaciones de derechos humanos, principalmente detenciones de opositores políticos partidarios de la independencia de Taiwán. Esta policía política estuvo dirigida por Chiang Ching-kuo, hijo de Chiang Kai-shek.
Mientras en el plano político el régimen instalado en Taiwán ejerció un gobierno de marcado carácter autoritario durante la presidencia de Chiang Kai-shek, la economía taiwanesa vivió una etapa de esplendor, con un intenso crecimiento que, en un primer momento, fue impulsado por la reforma agraria que llevó a cabo el gobierno en los primeros años de su etapa taiwanesa. Esta reforma agraria dio lugar a un crecimiento muy destacado en la capacidad productiva del campo taiwanés, lo cual redundaría en una mejora sustancial del nivel de vida en el medio rural. 
Sobre todo en los años 50 y 60, Taiwán fue, junto con Corea del Sur e Israel, uno de los países que recibió una ayuda económica masiva de Estados Unidos y de las instituciones financieras internacionales.
El gobierno de Chiang Kai-shek mantuvo su oposición a cualquier tipo de reconocimiento del régimen comunista de la República Popular insistiendo en que la República de China era la única y verdadera China, la "China libre". Mientras que los países del bloque socialista reconocieron a la República Popular ya en 1949, muchos países del mundo continuaron reconociendo a la República de China como gobierno legítimo de toda China hasta los años 1970. Esto permitió al gobierno del Kuomintang mantener el asiento correspondiente a China en las Naciones Unidas hasta 1971. Durante este tiempo, la República de China se negó a permitir cualquier tipo de acceso a las Naciones Unidas tanto de la República Popular China como de la República Popular de Mongolia (actual República de Mongolia), esta última considerada también territorio chino por la constitución de 1947. El 23 de noviembre de 1971, el asiento correspondiente a China en las Naciones Unidas pasó a ser ocupado por la República Popular China.

## Reformas democráticas de Chiang Ching-kuo
Tras la muerte de Chiang Kai-shek en 1975, el vicepresidente Yen Chia-kan asumió el cargo de presidente. Sin embargo, el auténtico hombre fuerte del régimen era Chiang Ching-kuo, que relevó a su padre como presidente del partido y accedería también a la presidencia de la República en mayo de 1978, tras sustituir finalmente a Yen Chia-kan.
Durante la época de gobierno de Chiang Ching-kuo se aceleró el crecimiento económico, lo cual llevó a que Taiwán pasara a ser uno de los territorios más industrializados y desarrollados de Asia. Esta transformación económica, unida a una aceptación creciente de que el régimen de la república nunca volvería a controlar el continente chino, llevaron a un progresivo levantamiento de las medidas represivas, y se comenzaron a tolerar las opiniones discrepantes con la línea oficial así como las reuniones de movimientos de oposición al Kuomintang.
En diciembre de 1978, el presidente de los Estados Unidos Jimmy Carter anunció que Estados Unidos dejaba de reconocer a la República de China como gobierno legítimo de China, transfiriendo el reconocimiento diplomático a la República Popular China, como ya habían hecho las Naciones Unidas y la mayor parte de los países del mundo. A pesar de que Estados Unidos reconoció finalmente a la República Popular China, el Congreso estadounidense aprobó la Ley de Relaciones con Taiwán, que confirmaba la continuación del apoyo militar a la República de China.
En 1979, activistas prodemocracia intentaron atraer la atención de los medios de comunicación internacionales a la situación de los ciudadanos taiwanéses bajo las brutales políticas nacionalistas. El Día de los Derechos Humanos, el 10 de diciembre de ese año, los activistas protagonizaron protestas a gran escala en la ciudad de Kaohsiung, exigiendo que se pusiera fin a la ley marcial, y a las políticas represivas del gobierno nacionalista. Estas manifestaciones fueron rápidamente sofocadas por la policía, y los líderes de la protesta fueron detenidos, acusados de sedición, y algunos condenados a cadena perpetua.
Así, tras tres décadas de separación, la ensoñación de Chiang Kai-shek de que el sistema comunista acabaría derrumbándose en el continente y que la República de China volvería victoriosa a asumir el control sobre toda China dio paso a una época de apertura y realismo político en la que los dirigentes de la República de China comenzaron a asumir su condición de gobierno de Taiwán. La ley marcial fue levantada el 15 de julio de 1987, y Chiang Ching-kuo murió el 13 de enero de 1988.

## Democratización liberal de Taiwán
Lee se presentó como incumbente en las primeras elecciones presidenciales directas de Taiwán en 1996 contra el candidato del DPP y ex disidente Peng Min-ming. Esta elección llevó a la RPC a llevar a cabo una serie de pruebas de misiles en el Estrecho de Taiwán para intimidar al electorado taiwanés y lograr que votaran por los candidatos pro-unificación, Chen Li-an y Lin Yang-kang. La táctica agresiva llevó al presidente estadounidense Clinton a invocar la Ley de Relaciones con Taiwán y enviar dos grupos de portaaviones a la región frente a la costa sur de Taiwán para monitorear la situación, lo que obligó a la RPC a finalizar las pruebas de misiles antes de lo previsto. Este incidente se conoce como la Tercera crisis del estrecho de Taiwán.
Uno de los últimos actos de Lee como presidente fue declarar en una emisora de radio alemana que la ROC y la RPC tienen una relación especial de Estado a Estado. La declaración de Lee fue respondida con ejercicios militares del EPL en Fujian y un apagón total en toda la isla de Taiwán, lo que causó temor de un ataque.

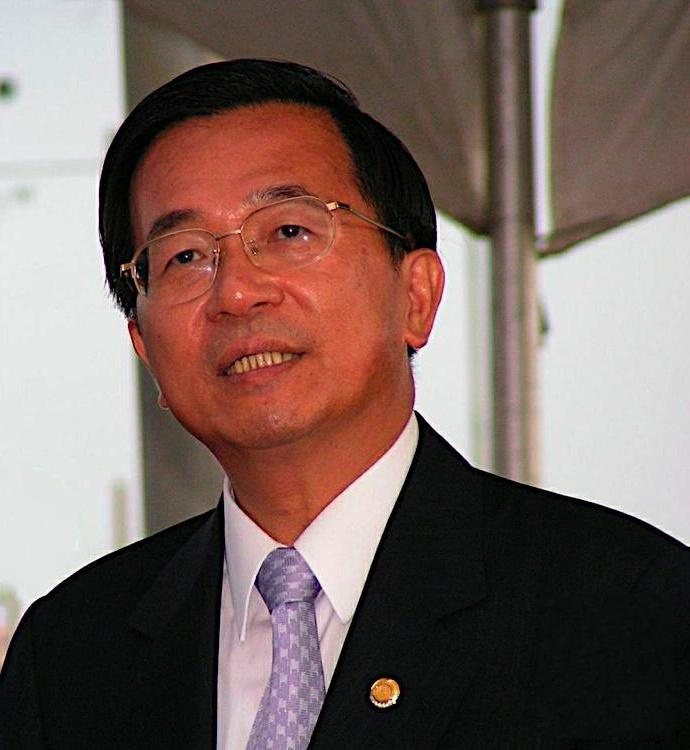
Chen Shui-bian fue elegido como el primer presidente no perteneciente al KMT de Taiwán en 2000

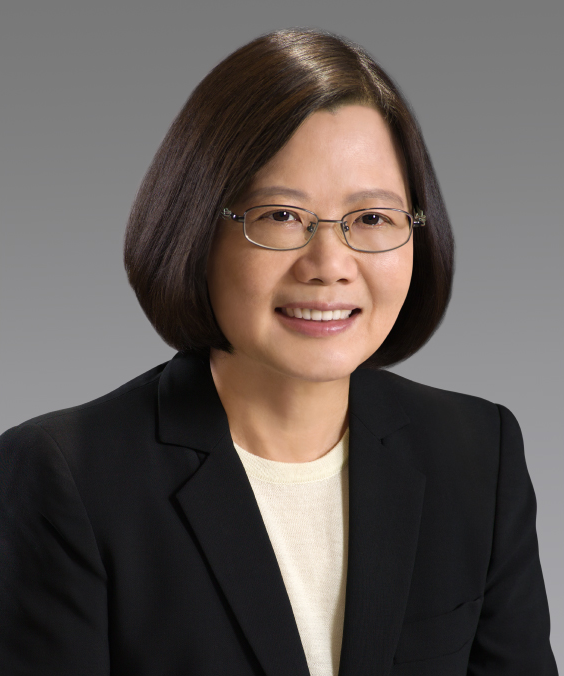
Tsai Ing-wen fue la primera mujer presidenta de Taiwán, en funciones de 2016 a 2024

Las elecciones presidenciales de 2000 marcaron el fin del estatus del Kuomintang como partido gobernante. El candidato del DPP, Chen Shui-bian, fue elegido presidente con Annette Lu como vicepresidenta, tras una contienda de tres vías en la que el voto Pan-Azul se dividió entre el independiente James Soong (anteriormente del Kuomintang) y el candidato del Kuomintang Lien Chan. Chen obtuvo el 39% de los votos. Después de la elección, Soong fundó el Partido Primero el Pueblo (PFP).
En agosto de 2002, el presidente Chen indicó abiertamente que la relación entre Taiwán y el continente es de "un país a cada lado". Esta declaración generó disputas en Taiwán, en China continental y en Estados Unidos. En 2004, el día anterior a las elecciones presidenciales de 2004, hubo un supuesto intento de asesinato contra el presidente Chen y la vicepresidenta Lu. Fueron reelegidos al día siguiente, aunque la coalición Pan-Azul cuestionó la legalidad del resultado debido al estrecho margen de la elección y al incidente del tiroteo. En 2005, una Asamblea Nacional ad hoc aprobó enmiendas constitucionales que cambiaron las elecciones para el Yuan Legislativo al uso del voto paralelo, favoreciendo la formación de un sistema bipartidista. Como resultado de escándalos en la administración del DPP, el 9 de septiembre de 2006, el ex presidente del DPP, Shih Ming-teh, lideró una campaña anti-Chen Shui-bian llamada Un millón de voces contra la corrupción: el presidente Chen debe irse, pero no logró el resultado deseado de la renuncia del presidente Chen. [cita requerida]
El KMT también mantuvo el control de la legislatura en las elecciones del Yuan Legislativo en enero de 2008. En las elecciones presidenciales de 2008 en mayo, el candidato del KMT Ma Ying-jeou se presentó con una plataforma que apoyaba relaciones más amistosas con China continental y reformas económicas, y derrotó al candidato del DPP Frank Hsieh con el 58,48% de los votos.
Ma fue reelegido y el KMT mantuvo su mayoría en el Yuan Legislativo, en elecciones combinadas en enero de 2012. En las elecciones de 2016, el DPP recuperó el poder con Tsai Ing-wen convirtiéndose en la primera mujer presidenta de Taiwán.
El 24 de mayo de 2017, el Yuan Judicial dictaminó que las parejas del mismo sexo tienen derecho a casarse, y dio al Yuan Legislativo dos años para enmendar adecuadamente las leyes de matrimonio de Taiwán. Según el fallo judicial, si no se aprueban enmiendas en el plazo de dos años, los matrimonios entre personas del mismo sexo se legalizarán automáticamente. En efecto, Taiwán (ROC) se convirtió en mayo de 2019 en el primer país de Asia y el primer estado soberano no miembro de la ONU en permitir el matrimonio entre personas del mismo sexo.
Las elecciones locales celebradas el 24 de noviembre de 2018 supusieron un importante revés para la mayoría del DPP y llevaron a la dimisión de la presidenta Tsai Ing-wen como líder del partido. El DPP perdió un total de nueve escaños legislativos, lo que dio al KMT el control de la mayoría de los 22 escaños. Los candidatos a la alcaldía del KMT ganaron en New Taipei City, Taichung y Kaohsiung, este último un bastión político del DPP durante 20 años.
En mayo de 2019, Taiwán se convirtió en el primer país de Asia en legalizar el matrimonio entre personas del mismo sexo.
En enero de 2020, Tsai Ing-wen fue reelegida en las elecciones presidenciales. En las elecciones legislativas el Partido Progresista Democrático (DPP) de la presidenta Tsai obtuvo la mayoría con 61 de los 113 escaños. El Kuomintang (KMT) obtuvo 38 escaños.
La visita de Nancy Pelosi a Taiwán en 2022 provocó un aumento de las tensiones entre Taiwán y China, al tiempo que reforzó los lazos entre Estados Unidos y Taiwán. En respuesta al viaje, el EPL llevó a cabo ejercicios militares alrededor de Taiwán, que incluyeron lanzamientos de misiles que sobrevolaron la isla.
En enero de 2024, William Lai Ching-te del gobernante Partido Progresista Democrático ganó las elecciones presidenciales de Taiwán. Sin embargo, por primera vez desde 2004, ningún partido obtuvo la mayoría en las simultáneas elecciones legislativas. En su lugar, el Partido Progresista Democrático (DPP) consiguió 51 escaños, el Kuomintang (KMT) obtuvo 52 y el Partido Popular de Taiwán (PPT) logró ocho escaños.

## Crecimiento económico
Durante el período posterior a la guerra, Taiwán carecía de bienes y materiales, la economía estaba deprimida y la inflación era grave. Después de que el gobierno nacional se trasladó a Taiwán, la agricultura fue la primera en crecer y, en 1953, la economía de Taiwán volvió a su nivel previo a la guerra. Posteriormente, el gobierno siguió una política de “Fomentar la industria con la agricultura” (以農養工) sobre la base establecida durante el dominio japonés. Con el capital, la mano de obra y los trabajadores calificados que había en Taiwán, sumados a la ayuda estadounidense, la economía de Taiwán avanzó progresivamente hacia un rápido crecimiento.
En la década de 1950, el gobierno llevó a cabo una política de sustitución de importaciones, utilizando lo obtenido de la agricultura para apoyar al sector industrial, cambiando exportaciones de productos agrícolas por divisas para importar maquinaria industrial, desarrollando así el sector industrial. El gobierno aumentó los aranceles, controló el tipo de cambio y restringió las importaciones para proteger la industria nacional.
Para la década de 1960, la industria de sustitución de importaciones de Taiwán enfrentaba el problema de la saturación del mercado interno. Al mismo tiempo, las fábricas de algunas naciones industrializadas, debido al aumento de los salarios y otras razones, comenzaron a trasladarse lentamente a regiones que contaban tanto con industria básica como con bajos costos laborales. En consecuencia, la política económica de Taiwán cambió para perseguir la expansión de las exportaciones.
En 1960, el gobierno promulgó el “Reglamento para el Fomento de la Inversión”, compitiendo activamente por atraer inversión extranjera a Taiwán. En 1966, el gobierno estableció la Zona de Procesamiento de Exportaciones de Kaohsiung, la primera zona de procesamiento de exportaciones de Asia, para ampliar la producción manufacturera. En su papel de estación de relevo manufacturero, Taiwán se convirtió en un eslabón del sistema internacional de división del trabajo. En 1963, la proporción de la economía de Taiwán ocupada por la industria superó a la de la agricultura. Desde 1968, Taiwán mantuvo un crecimiento económico anual promedio de dos dígitos a largo plazo, hasta la Crisis del petróleo de 1973. En 1971, Taiwán tuvo un superávit en el comercio exterior y desde entonces continuó en condición de exportador y como un importante productor de bienes electrónicos.
Después de replegarse a Taiwán, Chiang aprendió de sus errores y fracasos en el continente y los atribuyó a no haber seguido los ideales de Sun Yat-sen de los Tres Principios del Pueblo y el bienestar social. La reforma agraria de Chiang más que duplicó la propiedad de tierras de los agricultores taiwaneses. Eliminó la carga del arrendamiento para ellos, mientras que los antiguos propietarios de tierras utilizaron la compensación gubernamental para convertirse en la nueva clase capitalista. Promovió una economía mixta de propiedad estatal y privada con planificación económica. Chiang también impulsó la educación obligatoria de 9 años y la importancia de la ciencia en la educación y los valores taiwaneses. Estas medidas generaron un gran éxito, con un crecimiento constante y sólido y la estabilización de la inflación.

## Reconocimiento internacional
Taiwán es desde hace 70 años lo que muchos describirían como un auténtico quebradero de cabeza internacional. De hecho ni siquiera hay consenso con su nombre, ya que también se llama República de China. “Hay una China según el gobierno de la República Popular es el único legítimo y Taiwán es parte de China”, señala el Ministerio de Exteriores en Beijing. Sin embargo, Taiwán es un país independiente con soberanía, el cual lleva muchos años viviendo con soberanía, autonomía y democracia, una china libre. Por lo que la opinión de aquellos que viven en ese territorio, es lo que cuenta. 
Hoy en día, Taiwán solo es reconocido oficialmente por 23 países pequeños, principalmente de América Central y África. Taiwán ocupó el asiento de China en las Naciones Unidas hasta 1971, desde entonces Taiwán no ha tenido representación en las Naciones Unidas. Aunque el triunfo del movimiento independentista de Taiwán tiene el potencial de cambiar parcialmente el conflicto con la República Popular China ya que sería “la única China”, no disuadiría a Pekín de reclamar la isla de Taiwán y el resto de los territorios controlados.